# Club Deportivo Las Palmas
El Club Deportivo Las Palmas es un club de fútbol del Perú, de la ciudad de Chota en el Departamento de Cajamarca. Fue fundado en 2016 y actualmente participa en la Copa Perú.

## Historia
Fue fundado el 25 de noviembre del 2016 a propuesta de un grupo de aficionados al deporte con la sana intención de darle realce al fútbol chotano en las diferentes competencias; logrando ser reconocido por la Liga Departamental de Fútbol de Cajamarca.
En 2017 clasificaron a la etapa nacional de la Copa Perú y clasificaron a la primera ronda, llegando hasta la tercera ronda, es en este año que logra su mejor participación ya que desde la etapa provincial solo perdió un solo encuentro, el mismo que le valió la eliminación en manos de Estudiantil CNI quedándose a las puertas de jugar la finalísima. 
Para la Copa Perú 2018 obtuvieron el título departamental; en la etapa nacional, quedaron en la posición 15° y obtuvieron 12 puntos, de esta manera, clasificaron para el repechaje, llegando nuevamente a los cuartos de final, pero fue eliminado por el club UDA.
Para la Copa Perú 2019 lograron el bicampeonato departamental, el club clasificó a la Fase Nacional, y en los octavos de final, fue eliminado por el Deportivo Llacuabamba.
En el año 2020 no hubo competición por lo cual el club no tubo ninguna participación.
En la Copa Perú 2021 no llegaron tan lejos, llegaron hasta la fase 2 y fueron eliminados por UD Parachique.
En la edición de la Copa Perú 2022 fue eliminado en semifinales de la etapa departamental luego de una pólemica serie en la que enfrentó al Cultural Rosario de Celendín. Al año siguiente dejó de participar de torneos oficiales hasta 2025 que retornó a su liga distrital.

## Uniforme
- Uniforme titular: Camiseta verde, mangas blancas, pantalón blanco, medias blancas.
- Uniforme alternativo: Blanco con franjas verdes

### Evolución del uniforme

#### Titular
| Inicios | 2019 | 2021 |  |

#### Alternativo
|  |

### Indumentaria y patrocinador
| Periodo         | Patrocinador |
| --------------- | ------------ |
| 2019-Actualidad | Palant       |

| Periodo     | Patrocinador     |
| ----------- | ---------------- |
| 2019-Actual | Las Palmas Chota |

## Estadio

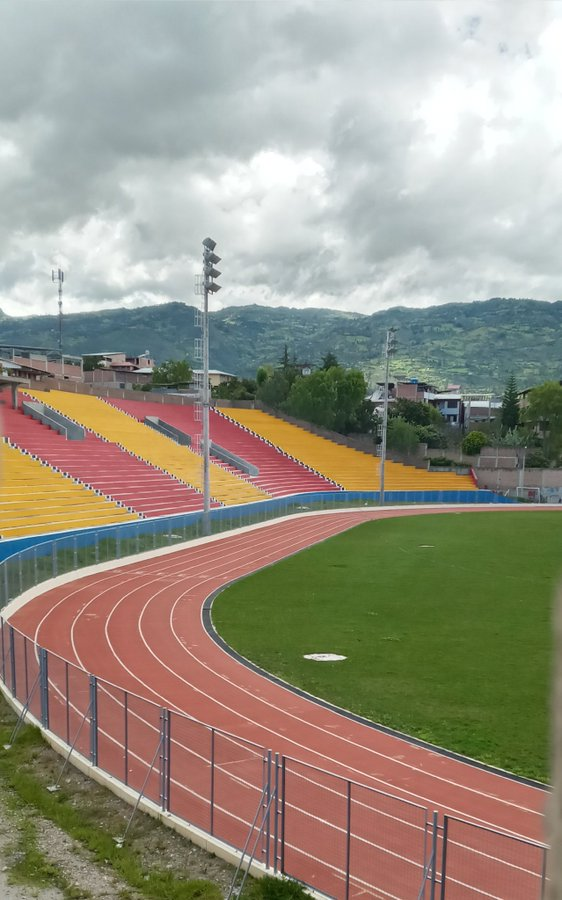
Estadio Ramon Castilla

El equipo en fases iniciales de la Copa Perú hace de local en el estadio Municipal de Colpa Huacariz a 20 minutos de la ciudad, un estadio de césped sintético que está en construcción y no cuenta con tribunas, para las demás fases hace de local alquilando el Estadio Ramón Castilla al Colegio Nacional San Juan, dicho estadio es de césped natural con una capacidad de 9 000 espectadores en sus tribunas y con mejores condiciones.

## Leyendas
- Joel Camacho
- Ronal Aguilar

## Entrenadores
- Erick Torres (2022)

## Palmarés
| Competición regional                  | Títulos     | Subcampeonatos |
| ------------------------------------- | ----------- | -------------- |
| Liga Departamental de Cajamarca (2/1) | 2018, 2019. | 2017.          |
| Liga Provincial de Chota (2/0)        | 2017, 2022. |                |
| Liga Distrital de Chota (2/1)         | 2022, 2025. | 2017.          |

## Hinchadas o barras
- Sentimiento Verdeblanco
- La Amenaza Chotana - Barra oficial